# Jacques Le Glou
Jacques Le Glou, né le 18 mai 1940 à Créteil et mort à Saint-Herblain le 9 décembre 2010,,, est un producteur de cinéma français. Il fut notamment le fondateur de la société de production Jacques Le Glou Audiovisuel qui produit et exporte des films français, en particulier en direction des pays méditerranéens et du tiers monde.

## Biographie
Jacques Le Glou, né à Créteil dans une famille d'origine bretonne, est le fils d'un peintre en décor de films. Il fait de la contrebande de montres à l'âge de dix-huit ans, ce qui lui ouvre de manière éphémère une vie facile. Il fait aussi des études dans une école hôtelière, puis devient chef de rang dans un restaurant. Il travaille dans un restaurant à Ondres (Landes) au début des années 1960. En 1967, il tâte de la mise en scène à Marseille, puis devient bénévole à la cinémathèque française d'Henri Langlois, où il côtoie le milieu du cinéma. Quelques mois plus tard, Jacques Le Glou fait partie de la génération de mai 68, période pendant laquelle il a été membre du Conseil pour le maintien des occupations (CMDO). Il est également membre de l’Internationale anarchiste (groupe Louise-Michel) pendant sa jeunesse et proche des situationnistes. Il pose avec des amis boulevard de Clichy une réplique en plâtre et finement bronzée de la statue de Charles Fourier qui avait été démontée sous l'Occupation. Il anime pendant quelques années le groupe libertaire de Ménilmontant qui édite le bulletin Prolégomènes. Il a notamment connu à cette époque Guy Debord, dont il a contribué à rééditer les films en DVD en 2005. Proche d'Étienne Roda-Gil, il signe un certain nombre de chansons détournées qui figurent dans l'album Pour en finir avec le travail produit par lui-même, à l'enseigne des Éditions Musicales du Grand Soir en 1974 (réédité depuis en CD par EPM). Il y signe le texte Le Détournement dans la chanson et la révolution. En 1977, il fait paraître une édition annotée d'Ernest Cœurderoy, Hurrah ! (parue en 1854).
Vice-président d'Unifrance et président (2001-2003) de l'Association des exportateurs de films (Adef). Il est apparu dans plusieurs petits rôles au cinéma. Il a été proche de Paul Vecchiali dont il produit plusieurs films. Jacques Le Glou meurt à Saint-Herblain à l'âge de soixante-dix ans, des suites d'un accident vasculaire cérébral, et il est incinéré au son de chants anarchistes.

## Filmographie

### Cinéma
- 1988 : Tabataba (Rumeur) de Raymond Rajaonarivelo
- 1996 : Zone franche de Paul Vecchiali
- 1996 : Quand les étoiles rencontrent la mer de Raymond Rajaonarivelo
- 1998 : Quelle importance d'Alexandre Pavin
- 2000 : La Mécanique des femmes de Jérôme de Missolz
- 2000 : Fais-moi rêver de Jacky Katu
- 2004 : À vot' bon cœur de Paul Vecchiali

### Télévision
- 1970 : Au théâtre ce soir : Les Joyeuses Commères de Windsor de William Shakespeare, mise en scène Jacques Fabbri, réalisation Pierre Sabbagh, Théâtre Marigny
- 1971 : Les Nouvelles Aventures de Vidocq, épisode La Caisse de fer de Marcel Bluwal

## Théâtre
- 1967 : Qui est cette femme ? de Norman Krasna, mise en scène Jacques Fabbri, Théâtre de la Porte Saint-Martin